# Aleksandr Makarenko
Aleksandr Aleksandrovich Makarenko (belarussisch Аляксандр Аляксандравіч Макаранка, russisch Александр Александрович Макаренко; * 2. Februar 1990 in Orscha) ist ein belarussischer Gewichtheber.

## Karriere
Makarenko war 2007 Jugend-Europameister. 2010 belegte er bei den Weltmeisterschaften den 26. Platz in der Klasse bis 94 kg. 2011 wurde er U23-Europameister und erreichte bei den Weltmeisterschaften den 13. Platz. Im nächsten Jahr nahm Makarenko an den Olympischen Spielen in London teil, bei denen er Zehnter wurde. 2013 war er bei den Weltmeisterschaften Vierter. Allerdings wurde er bei der Dopingkontrolle positiv auf Stanozolol getestet und für zwei Jahre gesperrt.